# Остроухая ночница
Остроухая ночница (лат. Myotis blythii) — небольшая летучая мышь рода ночниц. Видовое название дано в честь английского зоолога Эдварда Блита (1810—1873).

## Описание
Масса их тела обычно составляет 15—30 г, длина тела 58—77 мм, длина хвоста 45—60 мм, длина предплечья 53—63 мм, размах крыльев 38—40 см. Уши средней длины, маска почти голая, с розоватой кожей; ступня с когтями примерно равна половине голени. Крылья большие, широкие. Крыловая перепонка крепится к основанию внешнего пальца ступни. Эпиблема неразвита. Мех длинный, неровный, волосы с темными основаниями. Окрас спины от серого и серо-палевого до светло-бурого, брюха — серовато-белёсая.

## Распространение
От Средиземноморья через Кавказ, Переднюю и Центральную Азию в том числе и северный Таджикистан до Южного Казахстана, Алтай, Северный Китай.

## Естественная история
Населяет лесные и аридные ландшафты. Убежища — пещеры, гроты и постройки человека. Вылетает на охоту поздно, полет спокойный, маневренный. Охотится обычно в открытых ландшафтах, в воздухе или собирая с земли прямокрылых и др. насекомых. Эхолокационные сигналы в диапазоне 90—30 кГц, с максимальной амплитудой около 32—33 кГц. Размножается в начале лета, выводковые колонии до нескольких тысяч особей, самцы обычно вместе с самками, часто совместно с другими видами летучих мышей. Оседла, на севере ареала зимует в различных подземных убежищах. Спаривание после окончания лактации или на зимовках. Роды в конце мая — июне, в выводке 1 детёныш, беременность около 60 дней, лактация около 30 дней.

## Галерея

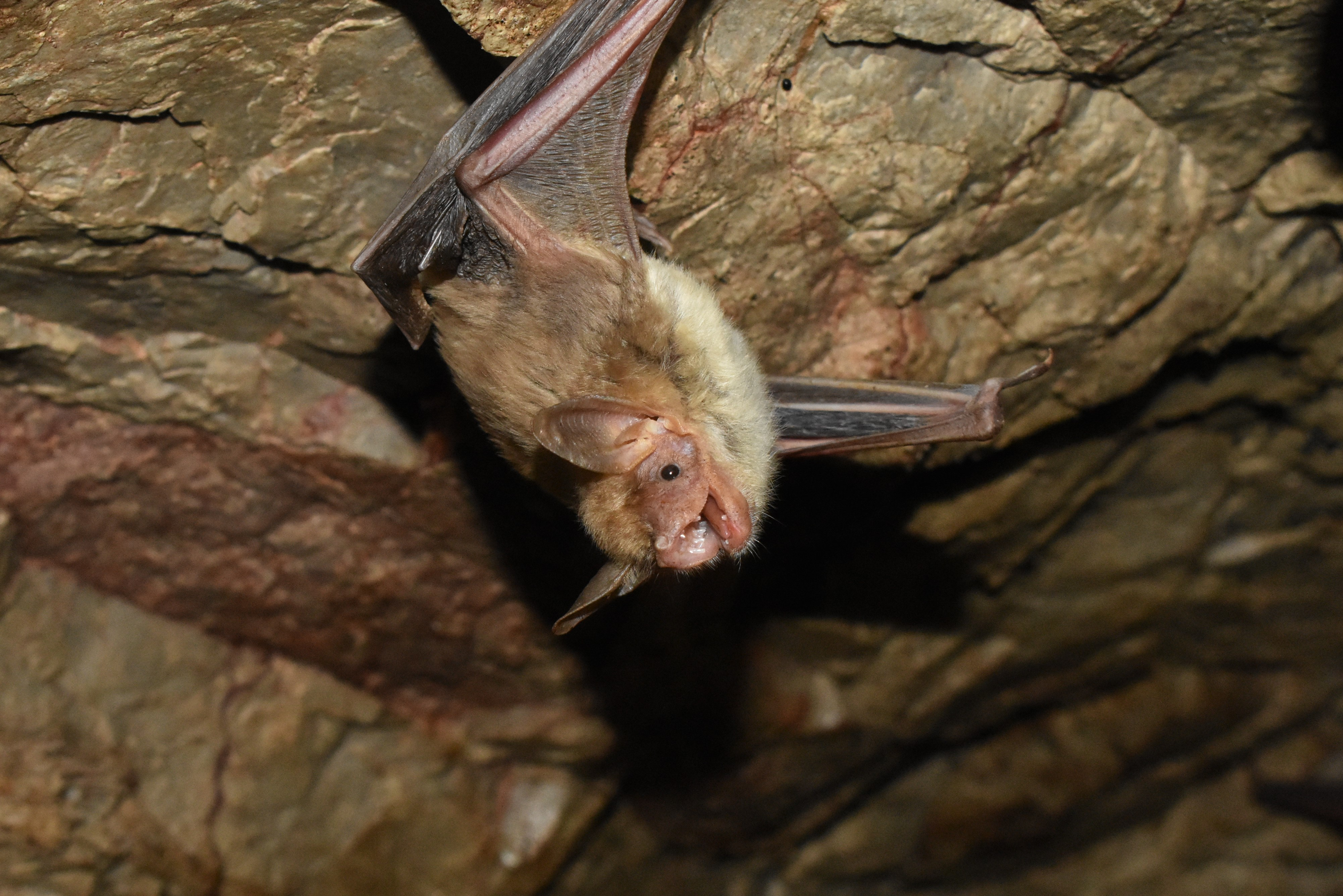
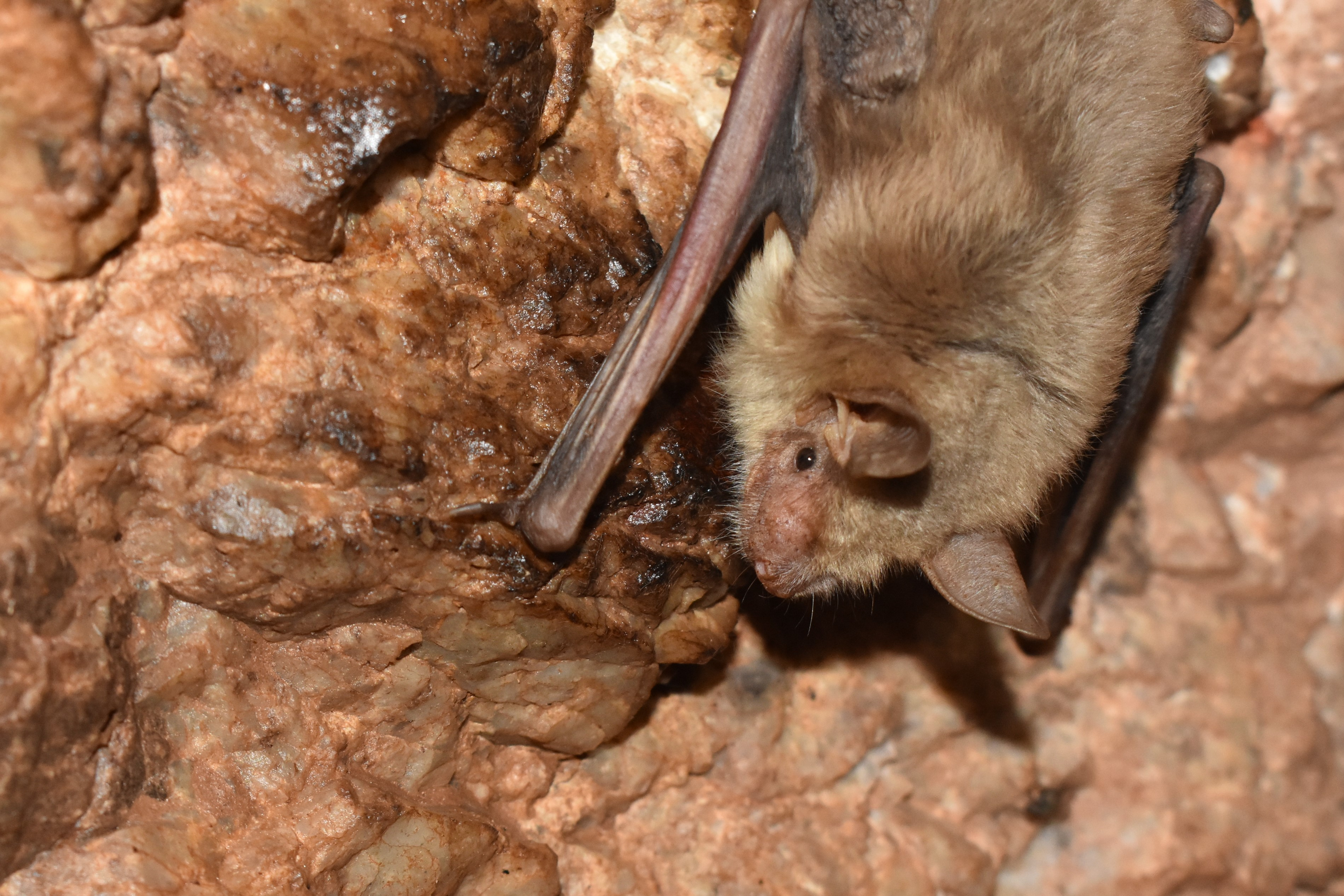